# Ștefan P. Radianu
Ștefan P. Radianu (n. 2 martie 1854, Păroși, Județul Olt – d. 23 septembrie 1921, București) a fost un agronom, publicist și profesor român, considerat primul mare publicist agronom al României. Prin activitatea sa prolifică, a contribuit la promovarea agriculturii pe baze științifice și la dezvoltarea învățământului agricol, fiind un susținător fervent al asociațiilor agricole și al progresului rural.

## Biografie
Ștefan P. Radianu s-a născut la 2 martie 1854 în satul Păroși, județul Olt, fiind fiul unui preot-plugar. A urmat școala primară la Slatina și liceul la Colegiul „Matei Basarab” din București. Între 1874 și 1877, a studiat la Școala Centrală de Agricultură de la Herăstrău, iar după absolvire a fost trimis pentru perfecționare la Institutul Agronomic din Paris (1877–1880), unde s-a remarcat prin talent și hărnicie, dobândind o cultură vastă și o înclinație pentru scris.
La întoarcerea în țară, în 1880, a fost numit inspector general la Ministerul Agriculturii și Domeniilor, ocupând în paralel poziția de profesor la Școala Normală „Sf. Ecaterina” din București, înființată de Societatea pentru Cultura Poporului Român. A fost profesor și la Școala Specială de Silvicultură din Brănești, contribuind la formarea generațiilor de specialiști agricoli.
A murit la 23 septembrie 1921 în București, fiind omagiat de personalități precum Gheorghe Ionescu-Șișești, Constantin Sandu-Aldea și Gheorghe Cipăianu pentru contribuțiile sale remarcabile.

## Activitate științifică și publicistică
Ștefan P. Radianu a fost un pionier al publicisticii agricole românești, promovând metode științifice în agricultură și susținând educația agricolă. A publicat peste 1.000 de articole în reviste precum „Jurnalul Societății Centrale Agricole” (unde a fost redactor responsabil din 1892) și „Câmpul”, organul Societății Agronomice a Absolvenților Școlilor de Agricultură, al cărei președinte activ a fost. A colaborat și la „Viața agricolă” (1910), influențând orientarea publicisticii agricole timp de aproape trei decenii.

### Învățământul agricol
Radianu a militat pentru dezvoltarea învățământului agricol, publicând în 1880 memoriul „Învățământul agriculturii și silviculturii”, în care compara situația precară din România cu cea din țările europene, precum Austria și Franța. A pledat pentru înființarea de școli agricole și ferme model, contribuind la fondarea Școlii Speciale de Silvicultură din Brănești (1893) și la extinderea școlilor practice de agricultură. Lucrarea „Catechismul agricultorului” (1886), tipărită în 4.000 de exemplare, a fost un manual esențial pentru educația rurală, oferind cunoștințe practice despre sol, culturi, zootehnie și economie agricolă.

### Istoria agriculturii
Radianu este autorul primei încercări comprehensive de istorie a agriculturii românești, „Din trecutul și prezentul agriculturii românești” (1909, 592 pag.), care analizează evoluția agriculturii de la epoca romană până în secolul al XIX-lea. Lucrarea examinează raporturile agriculturii cu societatea și măsurile administrative din Țările Române, evidențiind lipsa de interes a elitelor față de acest domeniu în perioadele medievale și fanariote.

### Alte contribuții
Radianu a publicat lucrări practice precum „Creșterea albinelor” (1909), „Cultura sfeclei de zahăr și de nutreț” (cu Leopold Maginet) și „Lăptăria”, adresate agricultorilor interesați de apicultură, culturi industriale și prelucrarea laptelui. A tradus „Georgicele” lui Vergilius (1908), aducând o contribuție culturală semnificativă. A susținut înființarea asociațiilor agricole, considerând cooperarea un mijloc esențial pentru progresul rural, și a pledat pentru organizarea anchetelor agricole și introducerea irigațiilor.

### Polemist și lider
Ca publicist, Radianu a fost un polemist incisiv, dar respectat, abordând în dezbateri personalități precum Gheorghe Ionescu-Șișești și Alexandru D. Xenopol, fără a crea resentimente. A fost un lider al agronomilor, contribuind la fondarea Societății Agronomice și la consolidarea breslei profesionale.

## Lucrări publicate
- „Învățământul agriculturii și silviculturii”, Gobl, București, 1880.
- „Studii de economie rurală”, Tip. Mihăilescu, București, 1882.
- „Catechismul agricultorului”, Tip. Moderna, București, 1886.
- „Cultura sfeclei de zahăr și de nutreț” (cu Leopold Maginet), Basilescu, București, 1898.
- „Din trecutul și prezentul agriculturii românești”, Clemența, București, 1906.
- „Georgicele” lui Vergilius (traducere), Universala, București, 1908.
- „Creșterea albinelor”, Universala, București, 1909.
- „Lăptăria”, Universala, București, 1909.